# Iguatu (Ceará)
Iguatu – miasto w Brazylii, w stanie Ceará. W 2010 roku liczyło 74 627 mieszkańców. Siedziba diecezji.